# Hagnesta Hill
Hagnesta Hill – czwarty album szwedzkiej grupy rockowej Kent wydany 6 grudnia 1999 roku (wersja szwedzka) i 28 kwietnia 2000 roku (wersja angielska).
Do angielskiej wersji płyty nagrano dwie nowe piosenki: Quiet Heart oraz Just Like Money, zrezygnowano natomiast z utworów Ett tidsfördriv att dö för oraz Insekter. Album ten jest ostatnim albumem zespołu nagranym w dwóch wersjach językowych. Album w samej Szwecji sprzedał się w liczbie prawie 200 tys. egzemplarzy.
Hagnestahill to mała dzielnica w Eskilstunie, z której pochodzą członkowie grupy. W Hagnestahill odbywały się pierwsze próby zespołu.

## Lista utworów

### Wersja szwedzka
1. "Kungen är död" – 4:14
2. "Revolt III" – 3:10
3. "Musik non stop" – 4:34
4. "Kevlarsjäl" – 4:26
5. "Ett tidsfördriv att dö för" – 4:34
6. "Stoppa mig juni (Lilla ego)" – 6:21
7. "En himmelsk drog" – 4:03
8. "Stanna hos mig" – 3:57
9. "Cowboys" – 5:49
10. "Beskyddaren" – 4:45
11. "Berg & dalvana" – 4:48
12. "Insekter" – 4:08
13. "Visslaren" – 7:47

### Wersja angielska
1. "The King Is Dead" – 4:17
2. "Revolt III" – 3:10
3. "Music Non Stop" – 4:34
4. "Kevlar Soul" – 4:26
5. "Stop Me June (Little Ego)" – 6:22
6. "Heavenly Junkies" – 4:04
7. "Stay with Me" – 3:58
8. "Quiet Heart" – 5:25
9. "Just Like Money" – 4:16
10. "Rollercoaster" – 4:54
11. "Protection" – 4:46
12. "Cowboys" – 4:08
13. "Whistle Song" – 7:47